# Powiat de Kościan
Le powiat de Kościan (en polonais : powiat kościański) est un powiat appartenant à la voïvodie de Grande-Pologne dans le centre-ouest de la Pologne.
Elle est née le 1er janvier 1999, à la suite des réformes polonaises de gouvernement local passées en 1998. 
Le siège administratif du powiat est la ville de Kościan, qui se trouve à 40 kilomètres au sud-ouest de Poznań, capitale de la voïvodie de Grande-Pologne. Le powiat possède trois autres villes, Śmigiel, située à 13 kilomètres au sud-ouest de Kościan, Czempiń, située à 13 kilomètres au nord-est de Kościan, et Krzywiń, située à 18 kilomètres au sud-est de Kościan.
Le district couvre une superficie de 722,53 kilomètres carrés. En 2006, sa population totale est de 77 760 habitants, avec une population pour la ville de Kościan de 24 102 habitants, pour la ville de Śmigiel de 5 452 habitants, pour la ville de Czempiń de 5 135 habitants, pour la ville de Krzywiń de 1 547 habitants, et une population rurale de 41 524 habitants.

## Division administrative

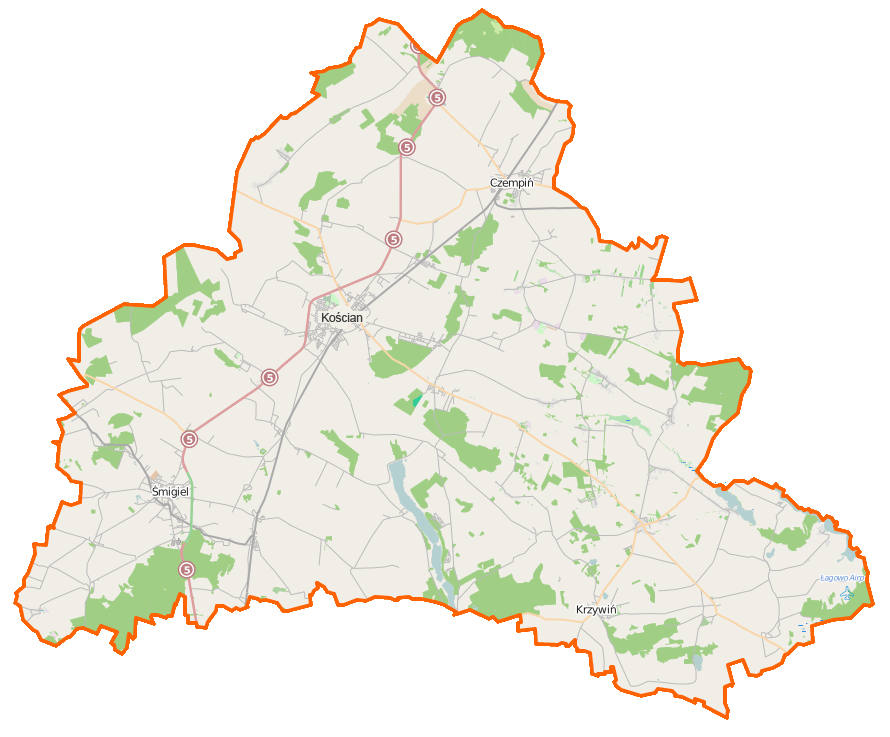
Plan du powiat.

Le powiat est divisé en 5 gminy (communes) (une urbaine, trois mixtes et une rurale):
- 1 commune urbaine : Kościan ;
- 1 commune rurale : Kościan ;
- 3 communes mixtes : Czempiń, Krzywiń et Śmigiel.

Celles-ci sont inscrites dans le tableau suivant, dans l'ordre décroissant de la population.
| Gmina                                                   | Type         | Superficie (km²) | Population (2006) | Siège    |
| Kościan                                                 | urbain       | 8,8              | 24 102            |          |
| Śmigiel                                                 | urbain-rural | 189,9            | 17 465            | Śmigiel  |
| Kościan                                                 | rural        | 202,3            | 15 042            | Kościan* |
| Czempiń                                                 | urbain-rural | 142,5            | 11 259            | Czempiń  |
| Krzywiń                                                 | urbain-rural | 179,2            | 9 892             | Krzywiń  |
| *le siège ne fait pas partie du territoire de la gmina. |              |                  |                   |          |

## Démographie
Données du 31 décembre 2009 :
| Description | Total  | Total | Femmes | Femmes | Hommes | Hommes |
| ----------- | ------ | ----- | ------ | ------ | ------ | ------ |
| Unité       | Nombre | %     | Nombre | %      | Nombre | %      |
| Population  | 78 205 | 100   | 39 932 | 51,06  | 38 273 | 48,94  |
| Urbain      | 36 409 | 46,56 | 18 983 | 24,27  | 17 426 | 22,28  |
| Rural       | 41 796 | 53,44 | 20 949 | 26,79  | 20 847 | 26,66  |

## Histoire
De 1975 à 1998, les différents gminy du powiat actuelle appartenait administrativement  aux voïvodies de Leszno et de Poznań.

Le powiat de Kościan est créée le 1er janvier 1999, à la suite des réformes polonaises de gouvernement local passées en 1998 et est rattachée à la voïvodie de Grande-Pologne.